# Hüttschlag
Hüttschlag è un comune austriaco di 897 abitanti nel distretto di Sankt Johann im Pongau, nel Salisburghese.